# Eerste klasse 1946-1947 (basketbal dames België)
Het seizoen 1946-47 van de Belgische vrouwenbasketbalcompetitie omvatte eerst een regionale competitie in de regio's Brussel, Antwerpen, Luik en Gent, waarbij de winnaars in een nationale eindronde op neutraal terrein speelden voor de nationale titel.

## Teams
- Atalante Brussel
- Lyra
- Etoile Gent
- Union Nautique Liège

## Eindstand
|  |   |                | P | W | V | D | Ptn |
|  | - | -------------- | - | - | - | - | --- |
|  | 1 | Atalante       | 3 | 3 | 0 | 0 | 6   |
|  | 2 | Etoile Gent    | 3 | 2 | 1 | 0 | 4   |
|  | 3 | Lyra           | 3 | 1 | 2 | 0 | 2   |
|  | 4 | Union Nautique | 3 | 0 | 0 | 3 | 0   |

1935–36 ·
1936–37 ·
1937–38 ·
1938–39 ·
1939–40 ·
1940–41 ·
1941–42 ·
1942–43 ·
1943–44 ·
1944–45 ·
1945–46 ·
1946–47 ·
1947–48 ·
1948–49 ·
1949–50 ·
1950–51 ·
1951–52 ·
1952–53 ·
1953–54 ·
1954–55 ·
1955–56 ·
1956–57 ·
1957–58 ·
1958–59 ·
1959–60 ·
1960–61 ·
1961–62 ·
1962–63 ·
1963–64 ·
1964–65 ·
1965–66 ·
1966–67 ·
1967–68 ·
1968–69 ·
1969–60 ·
1970–71 ·
1971–72 ·
1972–73 ·
1973–74 ·
1974–75 ·
1975–76 ·
1976–77 ·
1977–78 ·
1978–79 ·
1979–80 ·
1980–81 ·
1981–82 ·
1982–83 ·
1983–84 ·
1984–85 ·
1985–86 ·
1986–87 ·
1987–88 ·
1988–89 ·
1989–90 ·
1990–91 ·
1991–92 ·
1992–93 ·
1993–94 ·
1994–95 ·
1995–96 ·
1996–97 ·
1997–98 ·
1998–99 ·
1999–00 ·
2000–01 ·
2001–02 ·
2002–03 ·
2003–04 ·
2004–05 ·
2005–06 ·
2006–07 ·
2007–08 ·
2008–09 ·
2009–10 ·
2010–11 ·
2011–12 ·
2012–13 ·
2013–14 ·
2014–15 ·
2015–16 ·
2016–17 ·
2017–18 ·
2018–19 ·
2019–20 · 2020–21 · 2021–22 · 2022–23 · 2023–24 · 2024–25